# August 2016
Acest articol este generat integral pe baza informațiilor din articolul 2016 și este actualizat periodic de un robot.
 Editările făcute în articol vor fi șterse la următoarea actualizare! Dacă doriți să faceți modificări, editați articolul-sursă.

ianuarie -
februarie -
martie -
aprilie -
mai -
iunie -
iulie -
august -
septembrie -
octombrie -
noiembrie -
decembrie
August 2016 a fost a opta lună a anului și a început într-o zi de luni.

## Evenimente

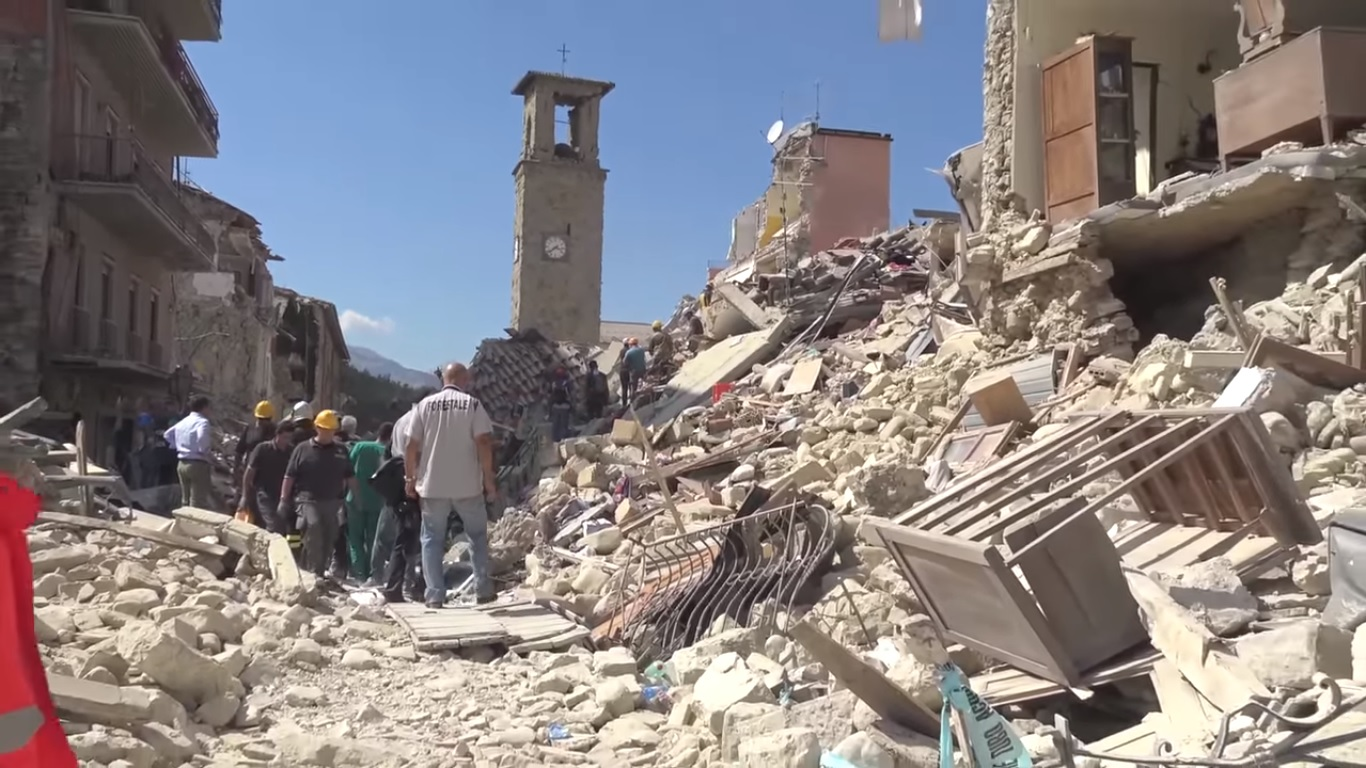
Cutremurul din Italia (2016)

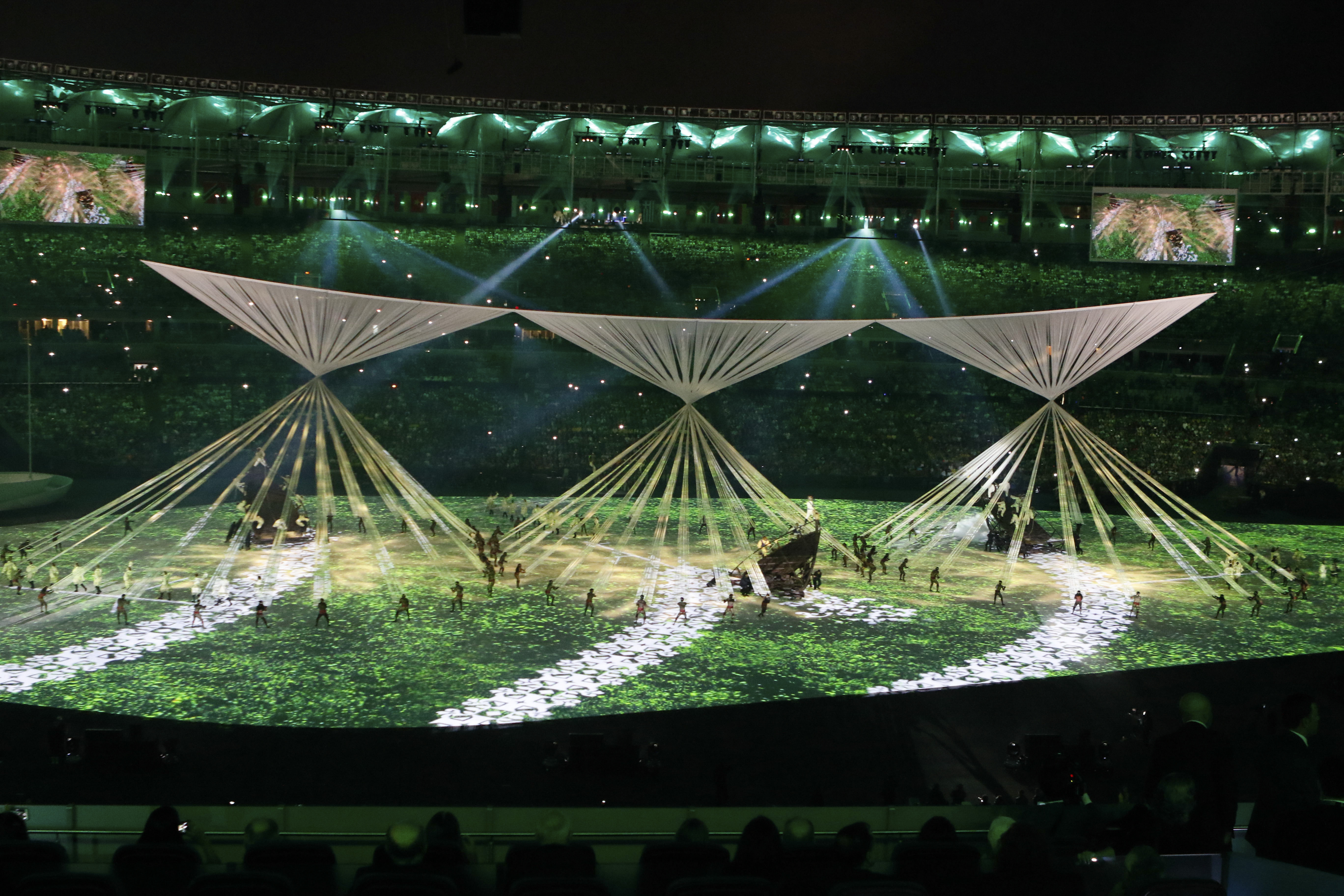
Ceremonia de deschidere a Jocurilor Olimpice de la Rio de Janeiro

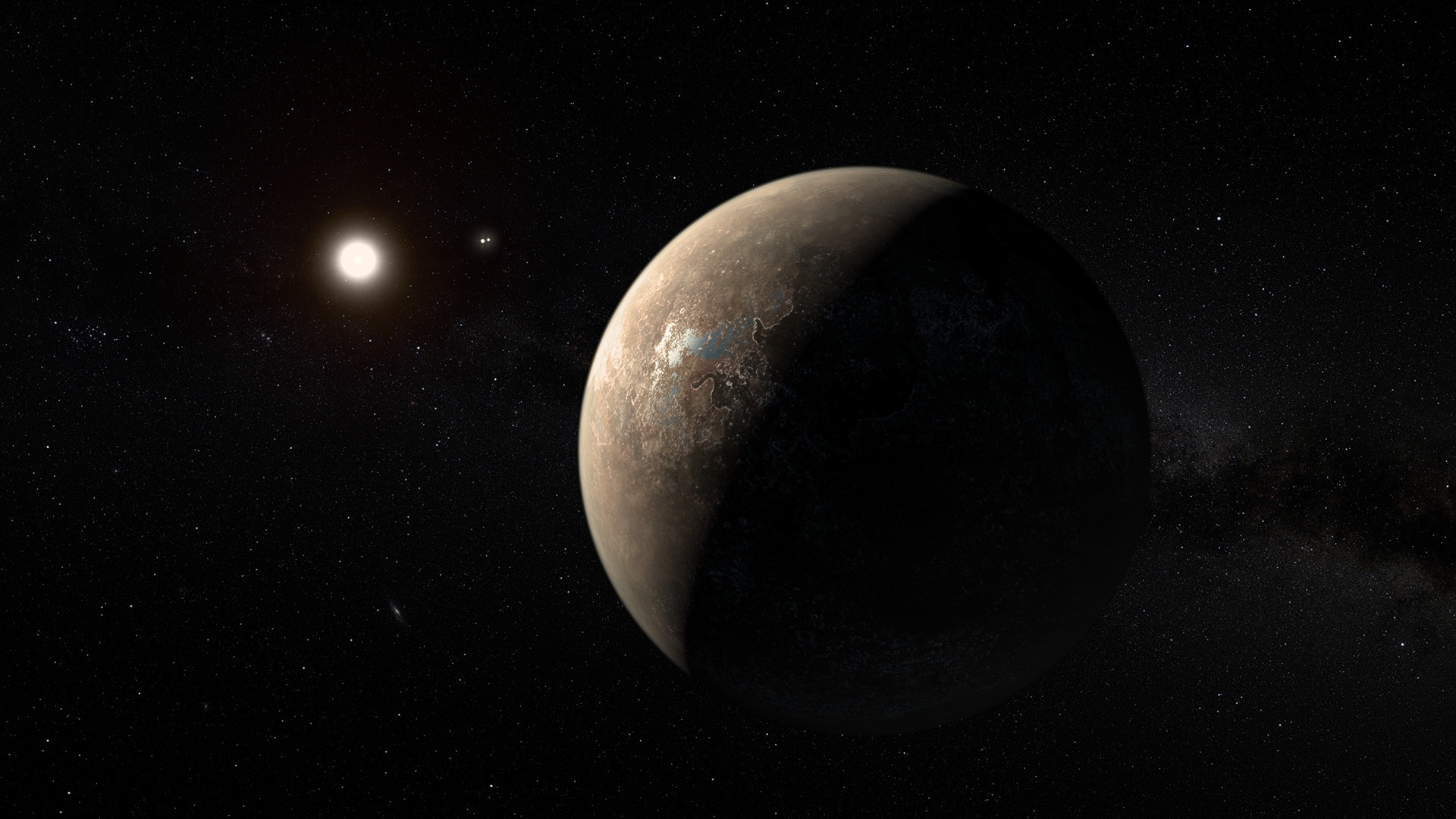
Exoplaneta Proxima Centauri b

- 5 august: a început cea de-a 31-a ediție a Jocurilor Olimpice de vară care se desfășoară la Rio de Janeiro, Brazilia între 5-21 august. România participă cu 96 sportivi în cadrul a 15 probe sportive. A câștigat un total de 4 medalii: 1 aur, 1 argint și 2 bronz, fiind pe poziția 47 în clasamentul pe medalii. Pe primul loc s-au situat Statele Unite ale Americii cu un total de 121 medalii.
- 12 august: Oamenii de știință spun că rechinii din Groenlanda sunt acum cunoscute a fi vertebratele cu cea mai lungă viață de pe Pământ, după ce cercetătorii de la Universitatea din Copenhaga, folosind radiocarbon, a determinat vârstele a 28 de animale, și a estimat că o femelă a avut aproape 400 de ani. Fostul record deținut de o vertebrată, a fost o balenă de Groenlanda estimată la 211 ani.
- 13 august: Funeraliile reginei Ana. Convoiul funerar al reginei Ana a plecat din București spre Curtea de Argeș unde are loc înmormântarea.
- 16 august: Cel puțin șapte persoane au decedat, iar 30.000 au fost nevoite să se refugieze din calea apelor, în urma inundațiilor care au afectat zona de sud a statului Louisiana, au anunțat autoritățile americane. Ploile torențiale, care au început joi seara, au provocat inundații masive în sudul statului, mai multe râuri ieșind din matcă. În urma ploilor, râul Amite, principala cauză a inundațiilor în mai multe zone, a crescut cu 4,3 metri peste cota de urgență, acesta fiind cel mai ridicat nivel înregistrat din 1983.
- 17 august: Autoritățile din sudul statului american California au decretat evacuarea a 82.000 de oameni, după ce un puternic incendiu a izbucnit într-o zonă montană și s-a răspândit rapid pe o suprafață de 6.070 hectare de teren.[1]
- 24 august: Un cutremur foarte puternic a avut loc în localitatea Amatrice din Italia, la adâncime de 10 kilometri. Autoritățile italiene au anunțat că localitatea Amatrice a fost puternic zguduită, de un seism cu magnitudinea de 6,2 grade Richter, iar mai multe persoane sunt blocate sub dărâmături.
- 24 august: A fost descoperită exoplaneta Proxima Centauri b.
- 31 august: Populația de elefanți africani a scăzut cu 30% între 2007 și 2014.[2]
- 31 august: Fosilele unei noi specii de pterozaur au fost descoperite în Insula Hornby, Columbia Britanică, Canada.[3]
- 31 august: Revista Nature publică un studiu conform căruia cele mai vechi fosile de pe Pământ au fost descoperite în Groenlanda. Stromatolitele au o vechime de 3,7 miliarde de ani și precedă cu 220 milioane de ani cele mai vechi dovezi fosile ale vieții pe Terra descoperite anterior în Australia.[4]

## Decese
- 1 august: Ana, Principesă de Bourbon-Parma, 92 ani, soția Regelui Mihai I al României (n. 1923)
- 1 august: Ana de Bourbon-Parma, regină a României (n. 1923)
- 2 august: Ioan Baltog, 76 ani, fizician român (n. 1939)
- 2 august: Terence Bayler, 86 ani, actor neozeelandez (n. 1930)
- 2 august: David Huddleston, 85 ani, actor american (n. 1930)
- 2 august: Ahmed Hassan Zewail, 70 ani, chimist american născut în Egipt, laureat al Premiului Nobel (1999), (n. 1946)
- 3 august: Chris Amon, 73 ani, pilot neozeelandez de Formula 1 (n. 1943)
- 3 august: Paul Gherasim, 91 ani, pictor român (n. 1925)
- 3 august: Ariadna Șalari, 92 ani, prozatoare din Republica Moldova (n. 1923)
- 5 august: Ionel Lupu, 81 ani, biolog român (n. 1934)
- 6 august: Iosif Viehmann, 90 ani, speolog român (n.1925)
- 7 august: Nicolae Mărășescu, 78 ani, antrenor român (atletism), (n. 1937)
- 7 august: Ion Murgeanu, 76 ani, poet, prozator și jurnalist român (n. 1940)
- 9 august: Aryeh Finkel, 85 ani, rabin israelian (n. 1931)
- 9 august: Philippe Roberts-Jones, 91 ani, istoric de artă și poet belgian, membru de onoare al Academiei Române (n. 1924)
- 13 august: Kenny Baker, 81 ani, actor (R2-D2 din seria de filme Războiul stelelor) și muzician britanic (n. 1934)
- 13 august: Kenny Baker, actor britanic (n. 1934)
- 16 august: João Havelange (n. Jean-Marie Faustin Goedefroid de Havelange), 100 ani, președinte FIFA (1974-1998), (n. 1916)
- 17 august: Mihai Gingulescu, 76 ani,  actor și politician român (n. 1940)
- 17 august: Nahum Heiman, 82 ani, compozitor evreu de muzică ușoară (n. 1934)
- 17 august: Arthur Hiller, 92 ani, regizor canadian de film (n. 1923)
- 17 august: Mihail-Constantin Gingulescu, actor și politician român (n. 1940)
- 19 august: Adrian Enescu, 68 ani, muzician și compozitor român (n. 1948)
- 19 august: Evgheni Voinovski, 70 ani, militar, medic chirurg și profesor sovietic și rus (n. 1946)
- 20 august: Valery Novoselsky, 46 ani, cetățean israelian de etnie romă (n. 1970)
- 21 august: Marin Moraru, 79 ani, actor român de teatru și film (n. 1937)
- 22 august: Michael Leader, 77 ani, actor englez (n. 1938)
- 23 august: Corneliu Antim, 73 ani, scriitor, grafician, sculptor, cronicar, critic și istoric de artă român (n. 1942)
- 23 august: Reinhard Selten, 85 ani, economist german (n. 1930)
- 24 august: Michel Butor, 89 ani, poet, romancier și eseist francez, reprezentant al „noului roman” (n. 1926)
- 24 august: Walter Scheel, 97 ani, om politic german, președinte al RFG (1974-1979), (n. 1919)
- 24 august: Roger Tsien, 64 ani, biochimist american (n. 1952)
- 25 august: Robert Todd Carroll, 70 ani, scriitor și academician american (n. 1945)
- 25 august: James Watson Cronin, 84 ani, fizician american, laureat al Premiului Nobel (1980), (n. 1931)
- 26 august: Zbigniew Józefowicz, 91 ani, actor polonez (n. 1925)
- 26 august: Winfried Menrad, 77 ani, politician german (n. 1939)
- 28 august: Binyamin Ben Eliezer, 80 ani, general și politician israelian (n. 1936)
- 29 august: Bronisław Baczko, 92 ani, istoric polonez (n. 1924)
- 29 august: George Șovu, 85 ani, scenarist român (n. 1931)
- 29 august: Gene Wilder (n. Jerome Silberman), 83 ani, actor, scenarist, scriitor american de etnie evreiască (n. 1933)
- 30 august: Ioan Maftei-Buhăiești, 75 ani, scriitor, ziarist, epigramist, dramaturg, actor, regizor și profesor de matematică român (n. 1941)
- 30 august: Věra Čáslavská, 74 ani, sportivă cehă (gimnastică artistică), (n. 1942)